# Boana leptolineata
Boana leptolineata é uma espécie de anfíbio da família Hylidae. Endêmica do Brasil, onde pode ser encontrada nos estados do Paraná, Santa Catarina e Rio Grande do Sul.